# Dasyomma humerale
Dasyomma humerale är en tvåvingeart som beskrevs av Malloch 1932. Dasyomma humerale ingår i släktet Dasyomma och familjen bäckflugor. Inga underarter finns listade i Catalogue of Life.